# Solum Verbum
Solum Verbum (łac. jedynie słowo) – doktryna chrześcijańska wywodząca się z myśli teologicznej Marcina Lutra, według której Słowo Boże jest jedynym środkiem łaski Bożej. Słowo występuje pod dwoma postaciami: słowa mówionego oraz słowa widzialnego, sakramentów.
Zbawcza rola Słowa Bożego jest, według Lutra, pełniona przez Zakon (Prawo) i Ewangelię. Są one w równym stopniu natchnione, jednak pełnią inne role. W Zakonie uwidacznia się sprawiedliwość Boga oraz zwiastowana jest kara dla łamiących przykazania. Budzi on poczucie winy w człowieku. Ewangelia natomiast głosi miłosierdzie Boga i zwiastuje łaskę, pojednanie, odpuszczenie grzechów, nawołując jednocześnie do pokuty i nawrócenia. Podział między Zakon i Ewangelię jest trudny do dostrzeżenia, występują one zarówno w Starym, jak i Nowym Testamencie.
Słowo Boże w teologii Lutra ma charakter dynamiczny – nie tylko przekazuje wiadomość o woli Boga, ale również ma moc twórczą i zbawczą. Zbawcza rola słowa wynika z tego, że Bóg uczynił je narzędziem swego Ducha. Luter bronił poglądu, że narzędziem Ducha Świętego jest jedynie Słowo Boże, sprzeciwiając się głoszonemu przez anabaptystów iluminaryzmowi, mówiącego o możliwości wewnętrznego oświecenia bez udziału słowa.
Przyjęcie zasady solum Verbum budzi w Lutrze refleksję eklezjologiczną. Jego zdaniem Kościół jest genetycznie zależny od Słowa Bożego i nie może istnieć w oderwaniu od niego. Kościół jest tam, gdzie czysto i wiernie jest zwiastowane Słowo Boże.
Sakrament jako środek łaski Bożej jest połączeniem niewidzialnego słowa i widzialnego, materialnego znaku. Słowo Boże decyduje o istocie sakramentu. O chrzcie Luter mówi: Woda wprawdzie tego nie czyni (tzn. odpuszczenia grzechów) ale Słowo Boże, które jest z wodą i przy wodzie (...) gdyż bez Słowa Bożego woda jest samą tylko wodą, a nie chrztem, lecz połączona ze Słowem Bożym jest chrztem, natomiast o Wieczerzy Pańskiej: Spożywanie i picie wprawdzie tego nie czynią, lecz te słowa: Za was się daje i wylewa na odpuszczenie grzechów. Albowiem słowa te obok cielesnego pożywania i picia stanowią główną część sakramentu, i kto tym słowem wierzy, ten ma, co one mówią i opiewają, to jest odpuszczenie grzechów.